# Anastasija Kapačinskaja
Anastasija Aleksandrovna Kapačinskaja (in russo Анастасия Александровна Капачинская?; Mosca, 21 novembre 1979) è un'ex velocista russa, specializzata nei 200 e 400 metri piani.
È stata campionessa mondiale dei 200 metri a Parigi Saint-Denis 2003 e medaglia d'argento olimpica nella staffetta 4×400 metri a Pechino 2008 e Londra 2012, medaglie entrambe revocate per doping.

## Palmarès
| Anno | Manifestazione  | Sede        | Evento      | Risultato  | Prestazione | Note                                     |
| ---- | --------------- | ----------- | ----------- | ---------- | ----------- | ---------------------------------------- |
| 2001 | Mondiali indoor | Lisbona     | 200 m piani | Semifinale | 23"61       |                                          |
| 2001 | Mondiali        | Edmonton    | 400 m piani | Semifinale | 51"68       |                                          |
| 2001 | Mondiali        | Edmonton    | 4×400 m     | Bronzo     | 3'24"92     |                                          |
| 2002 | Europei         | Monaco      | 400 m piani | 5ª         | 51"69       |                                          |
| 2002 | Europei         | Monaco      | 4×400 m     | Argento    | 3'25"59     |                                          |
| 2003 | Mondiali indoor | Birmingham  | 200 m piani | Argento    | 22"80       |                                          |
| 2003 | Mondiali        | Saint-Denis | 200 m piani | Oro        | 22"38       | Miglior prestazione personale            |
| 2003 | Mondiali        | Saint-Denis | 4×400 m     | Argento    | 3'22"91     | Miglior prestazione personale stagionale |
| 2008 | Giochi olimpici | Pechino     | 400 m piani | dq         | dq          |                                          |
| 2008 | Giochi olimpici | Pechino     | 4×400 m     | dq         | dq          |                                          |
| 2009 | Mondiali        | Berlino     | 400 m piani | dq         | dq          |                                          |
| 2009 | Mondiali        | Berlino     | 4×400 m     | dq         | dq          |                                          |
| 2010 | Europei         | Barcellona  | 200 m piani | dq         | dq          |                                          |
| 2010 | Europei         | Barcellona  | 4×400 m     | dq         | dq          |                                          |
| 2011 | Mondiali        | Taegu       | 400 m piani | dq         | dq          |                                          |
| 2011 | Mondiali        | Taegu       | 4×400 m     | dq         | dq          |                                          |
| 2012 | Giochi olimpici | Londra      | 4×400 m     | dq         | dq          |                                          |

## Altre competizioni internazionali
2003
- Coppa Europa di atletica leggera ( Firenze)
- Argento alla World Athletics Final ( Monaco), 200 m piani - 22"57